# Pentax K1000
A Pentax K1000 (originalmente marcou o Asahi Pentax K1000) é uma câmera SLR reflex com lentes intercambiáveis, que utiliza filme 35 milímetros e tem funcionamento completamente mecânico, exceto para o funcionamento do fotômetro e acionamento do flash, que necessita uma pilha LR44 (normalmente utilizada em relógios e controles de portões automáticos), porém não havendo nenhuma perda na qualidade e/ou usabilidade da máquina caso não a pilha não estiver inserida ou completamente descarregada. Foi fabricada originalmente no Japão pela Asahi Optical Co.Ltd. entre 1976-1997. Foram vendidas mais de três milhões de unidades da Pentax K1000. Sem dúvida o maior sucesso da marca, a câmera é ideal para estudantes que estão querendo entrar no mundo da fotografia e querem se aprofundar nas questões técnicas de funcionamento de uma câmera fotográfica e até profissionais e amadores que buscam resultados divergentes das atuais DSRL, isso porque reúne todos os recursos básicos mecânicos à um baixo custo e de grande qualidade.
Tudo começou no inicio dos anos 60, quando sua irmã mais velha, a Pentax Spotmatic ou Pentax SP começaram a sair de linha, e no início dos anos 70, apresentando sinais de envelhecimento, ainda utilizando uma montagem de lentes intercambiáveis de rosca, conhecida como M42, que já estava bem superada.
A solução foi recriar a Pentax Spotmatic, trocando a montagem das lentes para um tipo de montagem bem mais avançado, rápido e seguro, a baioneta. O sistema incorporado pela Pentax para a primeira câmera baioneta da marca, utilizada pela primeira vez na Pentax K1000, foi o Mount-K, ou mais conhecido como PK (Pentax K).
Algumas das funções da Pentax Spotmatic foram deixadas de lado, como por exemplo, o interruptor de ligar e desligar o fotômetro, localizado a lateralmente ao encaixe da lente, substituído por uma tecnologia que quando não há incidência alguma de luz, ele é desligado automaticamente, e o Timer, uma pequena alavanca localizada na parte frontal das Spotmatics, que quando acionada, permitia um atraso na captura da imagem.

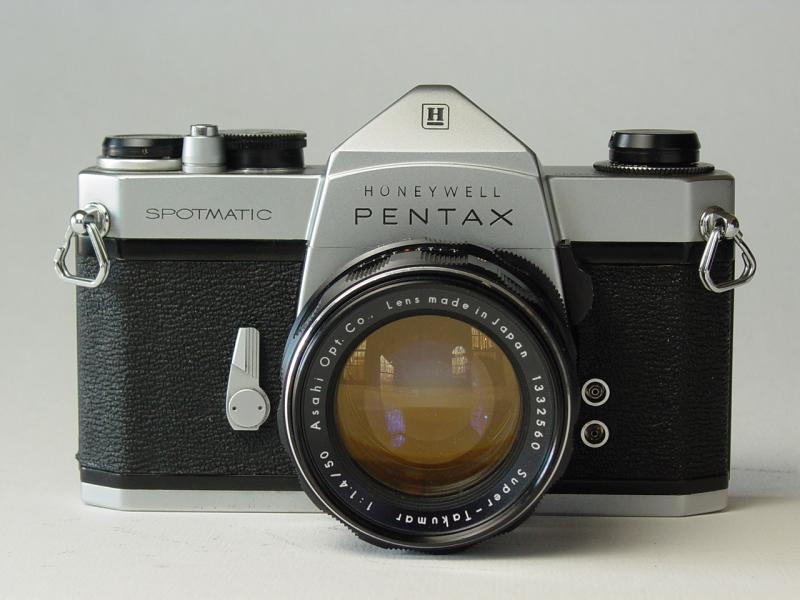
Penta Spotmatic com Timer e interruptor para ligar/desligar o fotômetro.

Assim surgiu a Pentax K1000, que durante os 24 anos de produção foi montada no Japão ,Hong Kong e finalmente, na China.
A câmera originalmente vinha de fábrica com uma lente 50mm, com abertura máxima de f/2.
As primeiras câmeras fabricadas no Japão eram feitas quase que inteiramente de metal , com acabamentos de altíssima qualidade e materiais mais duradouros, já as ultimas fabricadas, de fabricação chinesa, eram feitas com materiais de baixa qualidade, como boa parte em plástico, acabamentos de baixa qualidade e peças com baixa vida útil, como por exemplo, causando facilmente uma oxidação no pentaprisma da máquina fotográfica, devido a uma baixa qualidade de revestimento do mesmo, porém esta oxidação é dificilmente encontrada nas câmeras de fabricação japonesa.

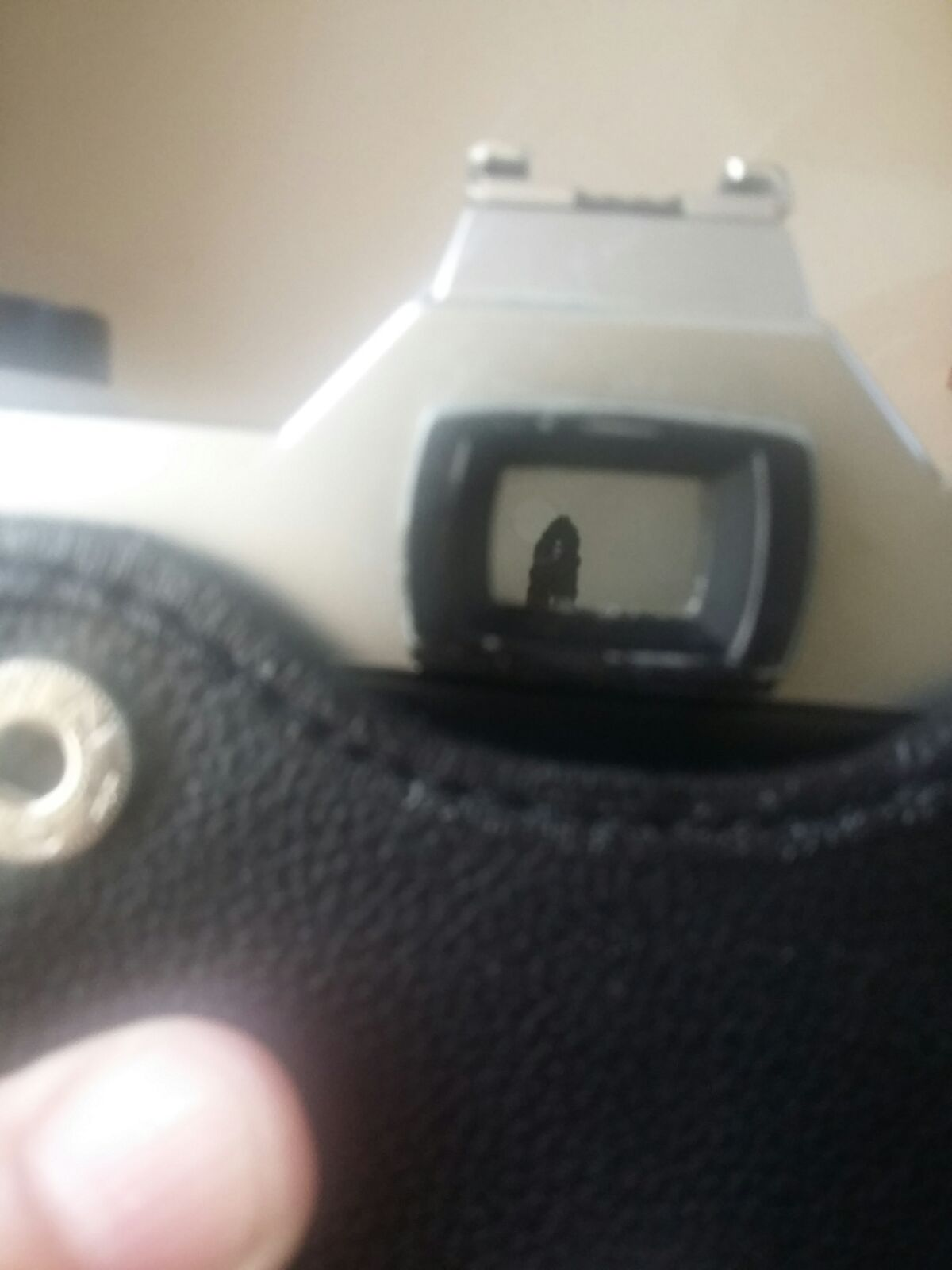
Oxidação do pentaprisma de uma Pentax K1000 de fabricação chinesa.

Apesar da qualidade ter caído durante este tempo, graças a custos de fabricação e mudança de fabricante, a câmera conserva até hoje a admiração de gerações de fotógrafos do mundo inteiro.